# Hideshi Hino
Hideshi Hino (japanska: 日野日出志, Hino Hideshi?), född 19 april 1946, är en japansk serieskapare, specialiserad på skräckhistorier. Hans serier inkluderar Hell Baby, Hino Horrors och Jigokuhen (engelska: Panorama of Hell). Han har också skrivit manus till och regisserat skräckfilmer (i Guinea Pig-serien) baserade på hans serier. I en av filmerna deltog han också som skådespelare.

## Biografi

### Bakgrund
Hideshi Hino föddes i Manchuriet i norra Kina, samtidigt som Japan efter andra världskrigets slut fick lämna tillbaka regionen till Kina. Hans föräldrar var japanska gästarbetare, och de tvangs emigrera för att undvika hämndaktioner i ett efter krigsslutet starkt antijapanskt Kina. I staden där familjen bodde samlades alla för att bege sig till de hamnstäder som fortfarande stod under internationell kontroll. Hino har hävdat att han, på sin resa hem mot Japan med sin mor, var nära att bli dödad.
Vissa av hans manga har baserats på olika händelser i hans eget liv. Hans farfar var en yakuza, och hans far, som arbetat som grisfarmare, hade en tatuering av en spindel på ryggen. Hino har ett flertal gånger tagit med de här och liknande detaljer i sina serier (exempelvis i Jigokuhen).

### Seriekarriären
Hino funderade först på en karriär inom filmindustrin. Mangalegendarerna Shigeru Sugiuras och Yoshiharu Tsuges verk inspirerade honom dock i tidig ålder till att istället satsa på en framtid som serieskapare. Efter ett antal dōjinshi (amatörserier), fick han 1967 se sin första professionella serie publiceras i Osamu Tezukas experimentella mangatidningen COM. Han syntes även med mangahistorier i den etablerade månadsserietidningen Garo.
1971 publicerades Hideshi Hino's Shocking Theater, vilken uppmärksammade honom och hans bisarra serievärld med abnorma mördare, groteska odjur och ruttnande lik. 1978 gavs han första samlingsalbum ut. Sammanlagt har han genom åren fått över 200 olika serier publicerade.

### Filmer och översättningar
Inte minst kom Hino att nå framgångar med sina serier hos utgivare av shōjo. Serier som Dead Little Girl och Ghost School syntes flitigt i shōjotidningar, där de skrämde upp kvinnliga läsare över hela Japan. 2004 gjorde produktionsbolaget Pony Canyon en serie av sex spelfilmer – Kaiki gekijō Hexalogy (engelska: Hideshi Hino's Theater of Horror) – baserade på hans manga.
Samma år började Tokyobaserade förlaget DH Publishing publicera Hinos serier på engelska, för den nordamerikanska marknaden. Året efter (2005) kom även nordamerikanska serieförlaget Dark Horse Comics att ge ut Hinos serier.

### Övrigt
Som hobby ägnar sig Hideshi Hino åt att samla japanska svärd. Han ägnar sig också åt budo.

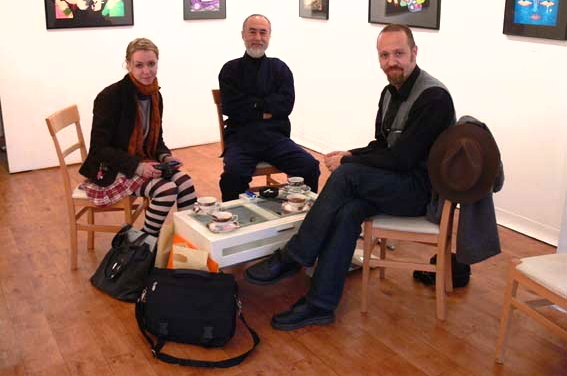
Hidoshi Hino i samband med en utställning av hans verk, i Tokyo, november 2006. Till vänster Åsa Ekström, till höger Fredrik Strömberg.